# 청자 구룡형뚜껑 향로
청자 구룡형뚜껑 향로(靑磁 龜龍形蓋 香爐)는 서울특별시 용산구, 삼성미술관 리움에 있는 고려시대의 청자이다. 1990년 5월 21일 대한민국의 보물 제1027호로 지정되었다.

## 개요
입 주위 넓은 테인 전이 달리고 향을 사르는 몸체 위에 구룡(龜龍)이 장식된 뚜껑이 있는 향로로 총 높이 20.4cm, 향로 높이 10.2cm, 입지름 10.2cm이다.
머리를 쳐들고 앉아 있는 구룡은 거북 모양의 몸에 용의 머리를 지닌 신령스런 동물로 조각이 정교하고 생동감이 넘친다. 얼굴의 갈기와 목의 비늘 등이 가는 음각선으로 자세히 묘사되었으며, 거북 등무늬 안에 ‘王’자가 새겨져 있다. 거북이 앉아 있는 형태의 뚜껑은 몸통이 뚫려 있어, 밑짝에서 향을 피우면 몸통을 통해 벌린 입으로 향이 피어오르게 되어 있다. 뚜껑의 아랫부분에는 꽃잎무늬와 번개무늬 띠를 둘렀으며, 짐승의 머리가 조각된 다리가 3개 달렸다. 밑짝 테와 몸체에는 돌아가며 구름무늬가 음각 되어 있다. 전면에 맑고 깨끗한 비취색의 광택이 흐르는데, 구룡 부분은 좀 더 짙푸른 빛깔을 띄고 있다.

## 같이 보기
- 청자

## 참고 자료
- 청자 구룡형뚜껑 향로 - 국가유산청 국가유산포털